# Mayly Sánchez
Mayly Sánchez (née le 26 juin 1972 à Caracas) est une physicienne des particules d'origine vénézuélienne qui fait des recherches à l'université d'État de l'Iowa. En 2011, elle a reçu le Presidential Early Career Awards for Scientists and Engineers (en) (PECASE), la plus haute distinction décernée par les États-Unis aux scientifiques qui en sont aux premiers stades de leur carrière de recherche, pour ses contributions à l'étude des neutrinos et son travail de promotion des domaines STEM auprès des femmes. En 2013, elle a été nommée par la BBC comme l'une des dix meilleures femmes scientifiques d'Amérique latine.

## Jeunesse
Sánchez est née à Caracas, au Venezuela, le 26 juin 1972. Son intérêt et sa passion pour la science ont commencé dès son plus jeune âge, après avoir regardé la série télévisée Cosmos de 1980. De ce fait, elle est devenue passionnée par l'astronomie et a même demandé des livres sur l'astronomie pour son 12e anniversaire. En raison de cet intérêt, son oncle lui a dit que si elle voulait en savoir plus sur l'astronomie, elle devrait également étudier la physique.
À l'âge de 13 ans, elle s'installe avec sa famille à Mérida, au Venezuela. Elle y fréquente le lycée de Fátima, une école catholique réservée aux filles. Au lycée, elle passe de l'astronomie à la physique, grâce à l'aide de ses professeurs de mathématiques et de physique.

## Éducation
Après avoir terminé ses études secondaires, Sánchez a poursuivi ses études à l'université des Andes (ULA) à Mérida, où elle a obtenu sa licence en physique en 1995. C'est là que son intérêt s'est déplacé de l'astronomie et de la physique vers une concentration plus concentrée sur la physique fondamentale. Par la suite, elle a obtenu une bourse pour des études de troisième cycle au Centre international de physique théorique de Trieste, en Italie, où elle a obtenu son diplôme en physique des hautes énergies en 1996.
Après avoir terminé son programme d’un an, elle a déménagé à Boston, dans le Massachusetts, pour terminer un Master of Science à l’université Tufts. En 1998, elle a obtenu une maîtrise en physique, puis a obtenu son doctorat en physique en 2003. C’est à cette époque que sa passion s’est à nouveau affinée, cette fois-ci son intérêt se portant sur les neutrinos. Sa thèse de doctorat s’intitulait « Oscillation Analysis of Atmospheric Neutrinos in Soudan 2 » ou en français « Analyse des oscillations des neutrinos atmosphériques dans Soudan 2 ».

## Carrière
Après avoir obtenu son diplôme, Sánchez a travaillé comme chercheuse postdoctorale à l'université Harvard , où elle a continué à travailler en physique expérimentale sur les particules fondamentales, en particulier les neutrinos. Pendant cette période, elle a également rejoint l'équipe de recherche d'oscillation de neutrinos de l'injecteur principal (MINOS) au Fermilab. En 2007, elle a été embauchée comme physicienne adjointe au laboratoire national d'Argonne du département américain de l'énergie, où elle continue de travailler aujourd'hui. En 2009, elle a également rejoint la faculté de l'université d'État de l'Iowa, où elle est maintenant professeur de physique et d'astronomie et professeur de la famille Cassling, obtenant son poste permanent en 2013. Elle est également conseillère et mentor pour de nombreuses étudiantes, dirigeant le groupe des femmes de premier cycle en physique de l'université d'État de l'Iowa et la Conférence des femmes de premier cycle en physique.
Ses recherches font partie de l'expérience DUNE (Long Baseline Neutrino Experiment (en)), qui prévoit d'envoyer un faisceau intense de neutrinos depuis le Fermilab de Batavia, dans l'Illinois, vers un détecteur situé dans la mine Homestake dans le Dakota du Sud. L'expérience est conçue pour aider les scientifiques à comprendre comment l'univers s'est formé et pourquoi les neutrinos changent de forme, en particulier lorsqu'ils traversent la roche. Sánchez travaille également sur les expériences MINOS et NOvA (en) conçues pour étudier les oscillations de neutrinos envoyées par les détecteurs du Fermilab dans le nord du Minnesota, et elle est porte-parole de l' expérience ANNIE (Accelerator Neutrino Neutron Interaction Experiment (en)) au Fermilab. En 2012, la Maison-Blanche a annoncé que Sánchez était l'un des lauréats du prix PECASE 2011, qui est la plus haute distinction accordée par les États-Unis aux jeunes scientifiques débutant leur carrière. En 2013, elle a été nommée par la BBC comme l’une des dix meilleures femmes scientifiques d’Amérique latine.
Ses travaux actuels portent également sur le développement de la prochaine génération de photodétecteurs, utilisés dans la détection des neutrinos mais pouvant également être utilisés dans l'imagerie médicale et d'autres applications. Ces travaux visent à rendre les détecteurs moins coûteux et plus efficaces.

## Prix et reconnaissance
- Membre de la Société américaine de physique, 2020[15]
- Bourse 2016 du Fermilab pour les études sur les frontières de l'intensité
- Les 10 meilleurs scientifiques latinos de la BBC en 2013
- Le Presidential Early Career Awards for Scientists and Engineers (en) en 2012
- Reconnaissance officielle en 2012 du Bureau du gouverneur de l'État de l'Iowa.
- Prix 2012 de l'université d'État de l'Iowa pour les premières réalisations en recherche.
- Prix CARRIÈRE 2011 de la Fondation nationale pour la science.
- Prix de la réalisation technique exceptionnelle 2009 de la Hispanic Engineer National Achievement Award Corporation (HENAAC).

## Publications sélectionnées
- (en) « First measurement of electron neutrino appearance in NOvA » [PDF], sur arxiv.org (consulté le 8 juillet 2024)
- (en) « First measurement of muon neutrino disappearance in NOvA » [PDF], sur arxiv.org (consulté le 8 juillet 2024)
- (en) « Combined Analysis of νμ Disappearance and νμ-> νe Appearance in MINOS using Accelerator and Atmospheric Neutrinos, Minos Collaboration (with P. Adamson et al.) » [PDF], sur arxiv.org (consulté le 8 juillet 2024)
- (en) « Improved Measurement of Muon Antineutrino Disappearance in MINOS, Minos Collaboration (with P. Adamson et al.) » [PDF], sur arxiv.org (consulté le 8 juillet 2024)
- (en) « Improved Search for Muon-neutrino to Electron-neutrino Oscillations in MINOS, Minos Collaboration (with P. Adamson et al.) » [PDF], sur arxiv.org (consulté le 8 juillet 2024)
- (en) « Measurement of the Neutrino Mass Splitting and Flavor Mixing by MINOS, Minos Collaboration (with P. Adamson et al.) » [PDF], sur arxiv.org (consulté le 8 juillet 2024)
- (en) « Search for Muon-neutrino to Electron-neutrino Transitions in MINOS, Minos Collaboration (with P. Adamson et al.) » [PDF], sur arxiv.org (consulté le 8 juillet 2024)
- (en) « Observation of Muon Neutrino Disappearance with the MINOS Detectors and the NuMI Neutrino Beam, Minos Collaboration (with D.G. Michael et al.) » [PDF], sur arxiv.org (consulté le 8 juillet 2024)
- (en) « Observation of Atmospheric Neutrino Oscillations in Soudan 2, Soudan 2 Collaboration (M. Sanchez et al.) » [PDF], sur cds.cern.ch (consulté le 8 juillet 2024)
- (en) « The Atmospheric Neutrino Flavor Ratio from a 3.9 Fiducial Kiloton-Year Exposure of Soudan 2, Soudan-2 Collaboration (with W.W.M. Allison et al.) » [PDF], sur arxiv.org (consulté le 8 juillet 2024)